# Stride (composición)
Stride es una composición orquestal de la compositora cubanoamericana Tania León. La obra fue encargada por la Orquesta Filarmónica de Nueva York y la Orquesta Sinfónica de Oregón como parte del Project 19 de la Filarmónica de Nueva York, una iniciativa que encarga nuevas obras a 19 compositoras en honor al centenario de la ratificación de la Decimonovena Enmienda a la Constitución de los Estados Unidos. Fue interpretada por primera vez por la Filarmónica de Nueva York bajo la dirección de Jaap van Zweden en el David Geffen Hall de Nueva York, el 13 de febrero de 2020. La pieza está dedicada "en honor a Susan B. Anthony y a los visionarios Deborah Borda y Jaap van Zweden". La pieza recibió el Premio Pulitzer de Música 2021.

## Composición
Stride es una obra de un solo movimiento y tiene una duración de interpretación aproximada de 15 minutos. En una entrevista previa al estreno, León reveló que la música fue inspirada por la sufragista Susan B. Anthony y la abuela progresista de la compositora. El título de la obra, por tanto, se refiere a la acción de seguir adelante.

### Instrumentación
La obra está compuesta para una gran orquesta compuesta por tres flautas (una flautín doble), dos oboes, corno inglés, tres clarinetes, dos fagot, contrafagot, cuatro trompas, tres trompetas, tres trombones, tuba, timbales, percusión (marimba, campanas tubulares, bombo, tom-toms, bongos, vibráfono, roto-toms, platillos, bloques de arena, crotales, bombo pequeño, djembé, timbales, pandereta, platillo sizzle), arpa y cuerdas.

## Recepción
Al revisar el estreno mundial, Zachary Woolfe de The New York Times describió la música como poseedora de "una subestimación inestable y un poder silenciosamente siniestro". También señaló, "Stride, que la Sra. León describió como un salto hacia adelante, parece un título extraño para una pieza que, maravillosamente, no tiene mucho sentido de movimiento hacia adelante". Jay Nordlinger de The New Criterion escribió: "Es bernsteiniano en partes, que recuerda a West Side Story. Al escuchar, pensé en el término "modernismo con tintes de jazz". Hay licks de clarinete y cosas por el estilo, riffs y noodling. También hay mucha percusión. Evidentemente, la pieza está compuesta con cariño. El cariño cuenta mucho, al igual que la sinceridad. ¿Pero Stride me pareció larga? Me temo que lo hizo, como esperarían mis lectores habituales".